# フタゴバベシア
フタゴバベシア（Babesia bigemina）は、寄生性の単細胞真核生物で、ピロプラズマの1種。オウシマダニ(Rhipicephalus microplus)などマダニ類が媒介し、ウシなどに溶血性貧血・血色素尿などを主徴とするピロプラズマ症（ダニ熱）を引き起こす。

## 形態
赤血球中では洋梨型の細胞が対になって観察され、これがその名の由来となっている。

## 生態
若ダニや成ダニがウシ、スイギュウ、アフリカスイギュウなどから吸血した際に、唾液中のスポロゾイトが体内に侵入する。スポロゾイトは赤血球に感染してトロフォゾイトとなり、二分裂して1対のメロゾイトとなって、赤血球を破壊して脱出したメロゾイトが次の赤血球に感染することを繰り返す。一部は赤血球中で生殖母体となり、成ダニが吸血する際に取り込まれる。生殖母体は成ダニの消化管中でRay bodyとなり、これが無性的に増殖して配偶体となって有性生殖を行う。接合子は消化管上皮細胞に感染して増殖し、生じたキネート(kinete)が血リンパ中に泳ぎ出て体内の各組織へと移行する。卵巣で再び無性的に増殖を行い、ダニの卵に侵入して休眠する。生まれた幼ダニが成長して若ダニになると、唾液腺でスポロゾイトが形成される。

## 分布
中南米、東南アジア、アフリカ、オーストラリア東部など熱帯・亜熱帯地域を中心に広く存在している。日本では過去沖縄県にいたが、媒介ダニの根絶に成功したことで原虫も見られなくなった。

## 分類
ピロプラズマ類は伝統的に大型のバベシアと小型のタイレリアに分けられてきたが、これは分子系統解析により生物の系統を反映しない人為分類であることがわかっている。もっともフタゴバベシアはバベシア属のタイプ種である牛バベシアと比較的近縁であり、仮に今後バベシア属を分割したとしてもバベシア属の所属で変わらない可能性が高い。
近縁種としてはウシを宿主とする大型ピロプラズマ(Babesia ovata)やヒツジを宿主とするBabesia motasiがある。

## 歴史
1889年アメリカ合衆国の病理学者セオバルド・スミスらがテキサス熱にかかったウシの血液中に見出し、1893年にPyrosoma bigeminumと命名した。ただしPyrosomaという名はすでにヒカリボヤの属名として使われていたため、1895年にPiroplasma bigeminumと改名された。